# كعكة الكستناء

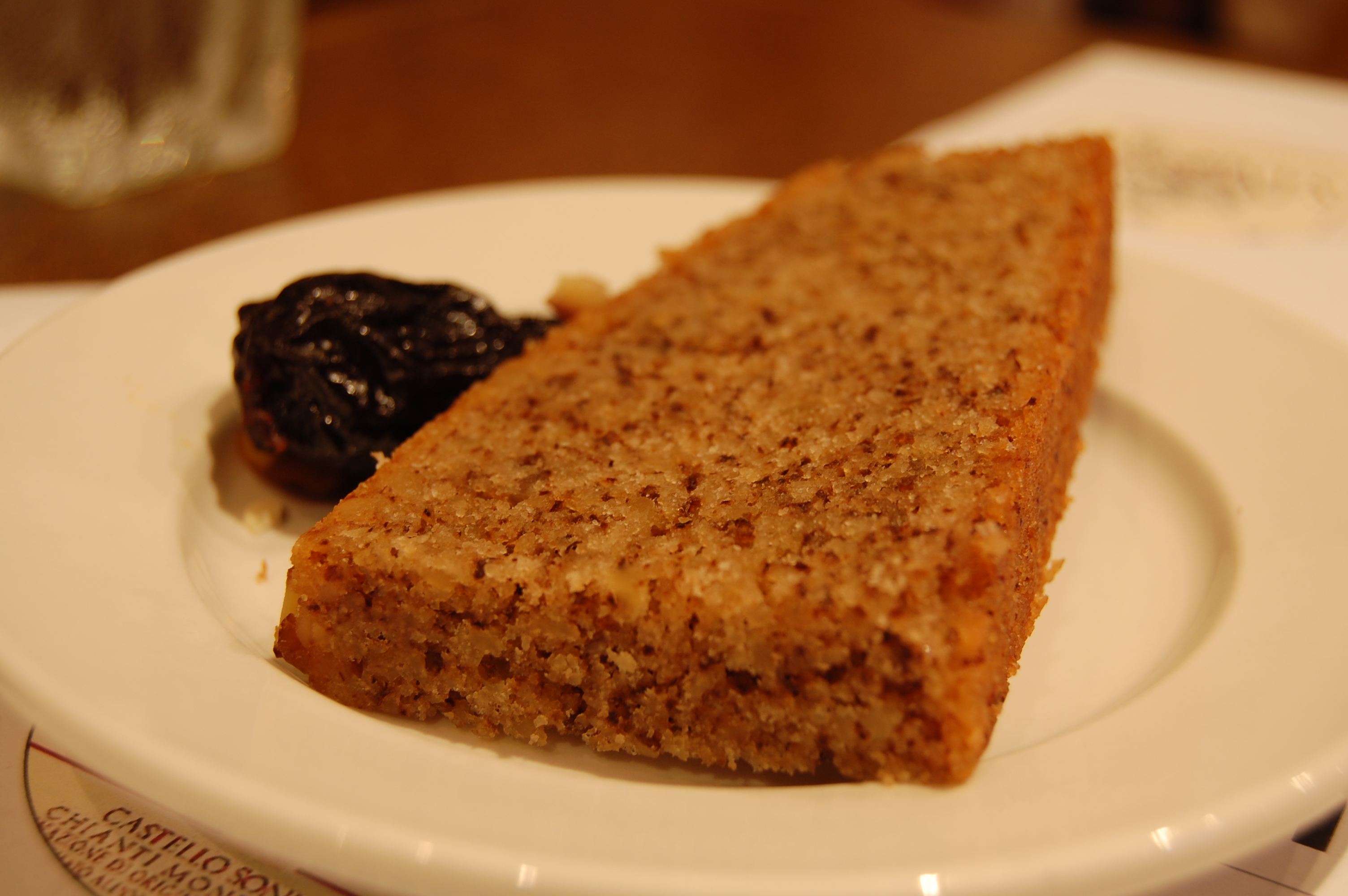
شريحة من كعكة الكستناء

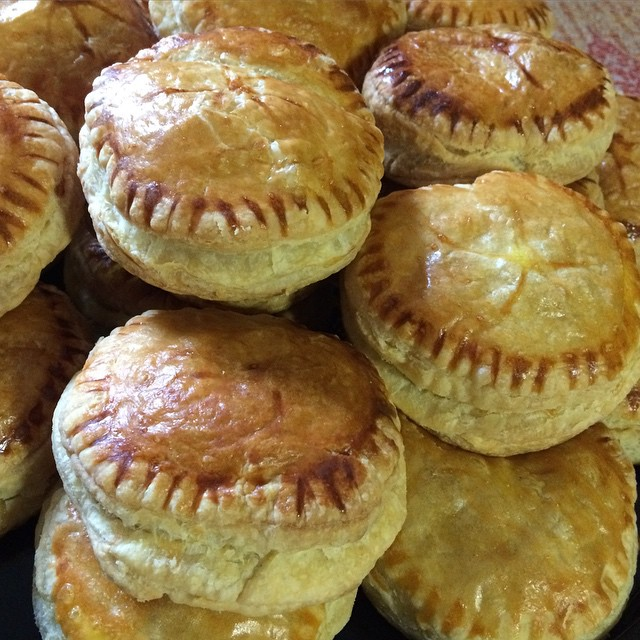
كعك الكستناء محشو بالكستناء ومعجون الفاصولياء الحمراء

كعكة الكستناء هي كعكة محضرة باستخدام الكستناء. يُستخدم دقيق الكستناء المطبوخة والمطحون في تحضيره جنبًا إلى جنب مع مكونات الكعكة النموذجية الإضافية. يُحضّر أحيانًا على شكل كعكة الشكلاط. تستخدم الكستناء أحيانًا في وضع طبقة زجاجية فوق الكعكة ويمكن تزيينها بالكستناء المطبوخة أو المسكرة. يمكن تحضيره خاليًا من الدابوق.

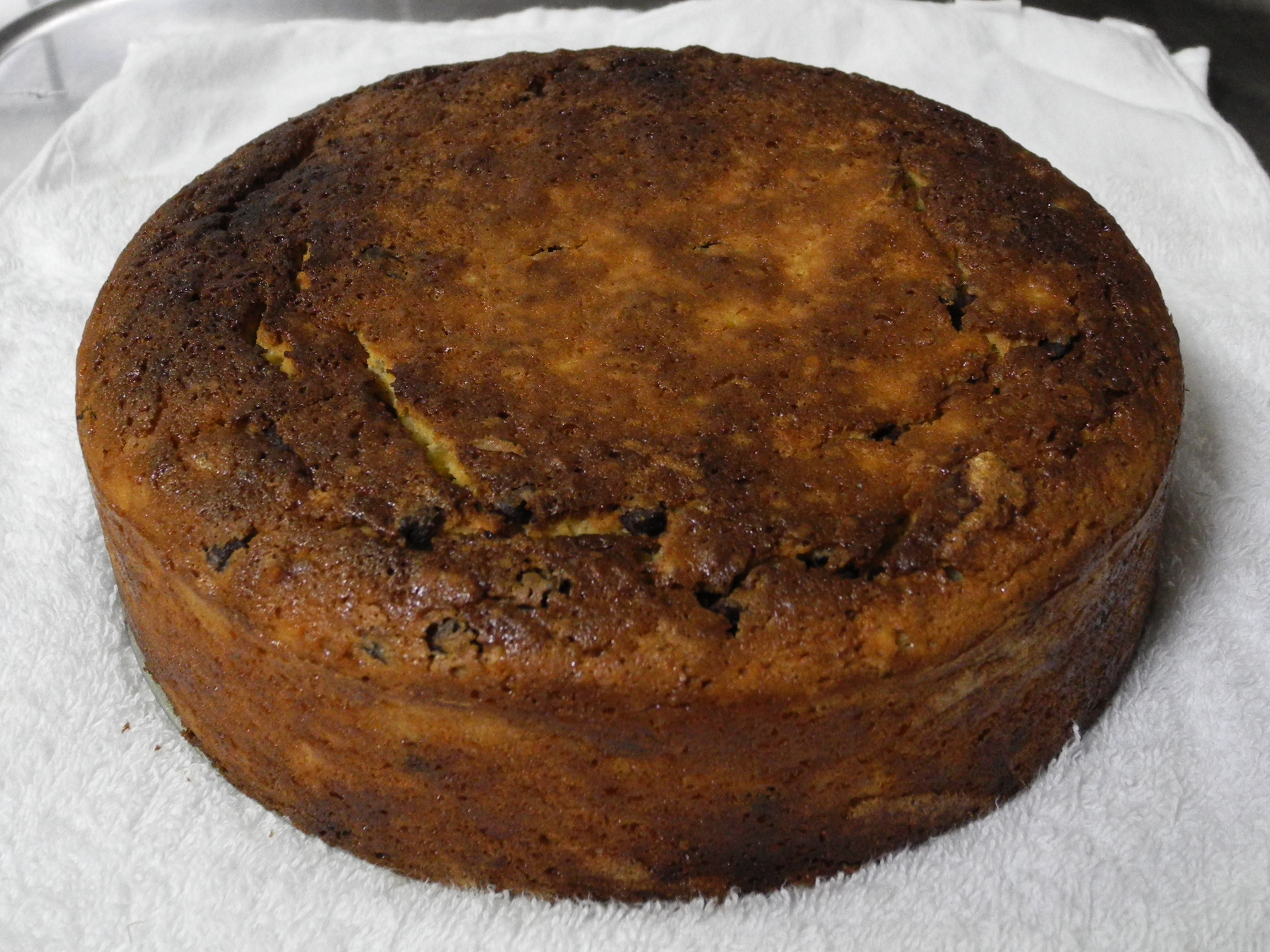
كعكة الكستناء مخبوزة جيدًا
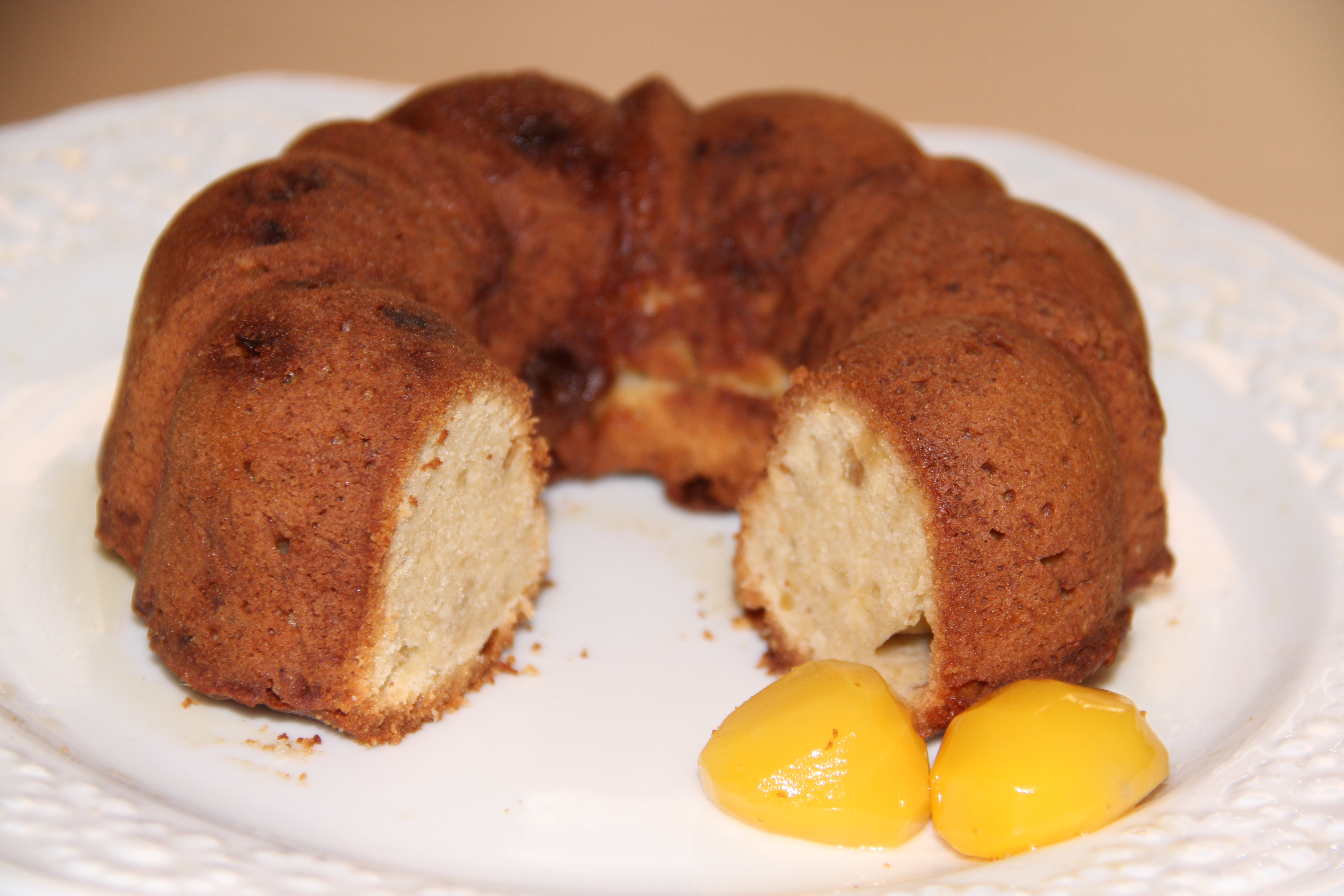
كعكة gugelhupf مع الكستناء